# Liste der Monuments historiques in Kemplich
Die Liste der Monuments historiques in Kemplich führt die Monuments historiques in der französischen Gemeinde Kemplich auf.

## Liste der Objekte
| Bezeichnung | Beschreibung                                                                                       | Standort                       | Kennzeichnung | Schutzstatus | Datum | Bild |
| ----------- | -------------------------------------------------------------------------------------------------- | ------------------------------ | ------------- | ------------ | ----- | ---- |
| Kanzel      | Holz, farbig gefasst, 18. Jahrhundert                                                              | in der Kirche St-Urbain (Lage) | PM57000107    | Classé       | 1971  |      |
| Hauptaltar  | Altartisch, Tabernakel und Exposition; Holz, farbig gefasst und vergoldet, 18. und 19. Jahrhundert | in der Kirche St-Urbain (Lage) | PM57000106    | Classé       | 1969  |      |